# Фабри, Вильгельм

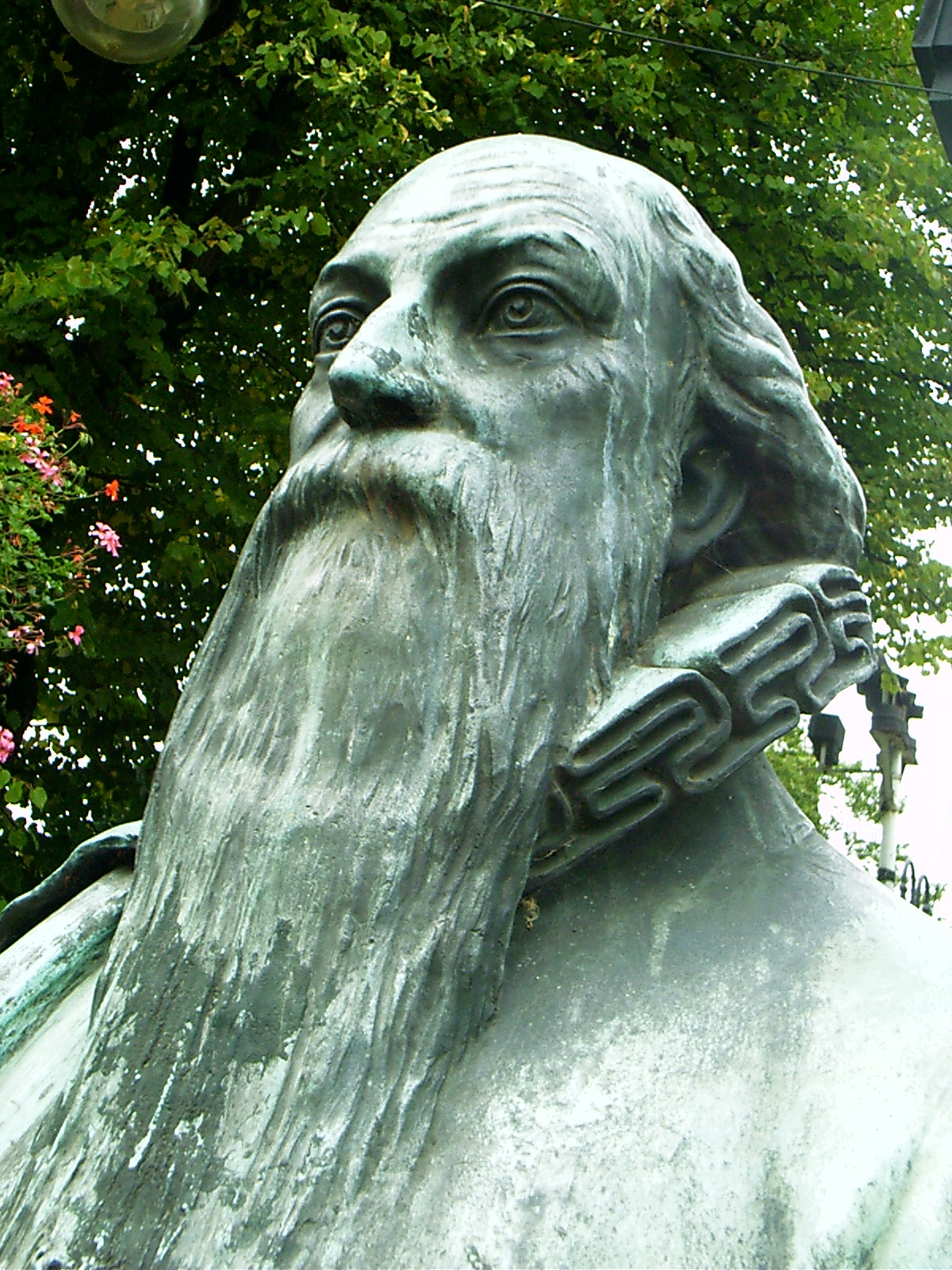
Бронзовый бюст Вильгельма Фабри на рыночной площади в Хильдене

Вильгельм Фабри (также Фабрициус фон Хильден или Фабри ван Хильден) (нем. Wilhelm Fabry, лат. Fabricius Hildanus; 25 июня 1560, Хильден, Северный Рейн-Вестфалия — 15 февраля 1634, Берн, Швейцария) — немецкий и швейцарский хирург, главный врач города Берна, основоположник научной хирургии. Считается «отцом немецкой хирургии».

## Биография
До 1573 года учился в Кёльне, но был вынужден оставить учёбу из-за финансовым проблем. С 1576 по 1580 год учился у хирурга Йоханнеса Дюмгенса в Нойсе . В 1580—1585 гг. — помощник придворного хирурга Космаса Слота (ученика Андреаса Везалия) при дворе герцога Вильгельма Богатого в Дюссельдорфе.
В 1585 году переехал в Женеву. В 1589 году вернулся в Хильден, а в 1593 году переехал в Кёльн, в 1596 году поселился в Лозанне.
В 1602—1615 гг. — хирург в Пайерне (Швейцария) и Лозанне. С 1615 по 1634 год работал главным хирургом в Берне.
Известный специалист в области ятрофизики.
Известен, в основном, хирургическим лечением ран. Автор около 20 медицинских книг. Его труд Observationum et Curationum Chirurgicarum Centuriae, опубликованный посмертно в 1641 году, является лучшим собранием историй болезни столетия и даёт представление о разнообразии и методах его хирургической практики. В. Фабри разработал новые хирургические методы и новые хирургические инструменты, в том числе устройство для операции на опухолях глаза. Также написал известный трактат об ожогах. Перевёл ряд сочинений с латыни на европейские языки, включая французский и немецкий.
Ему впервые удалось полностью вырезать опухоль из молочной железы

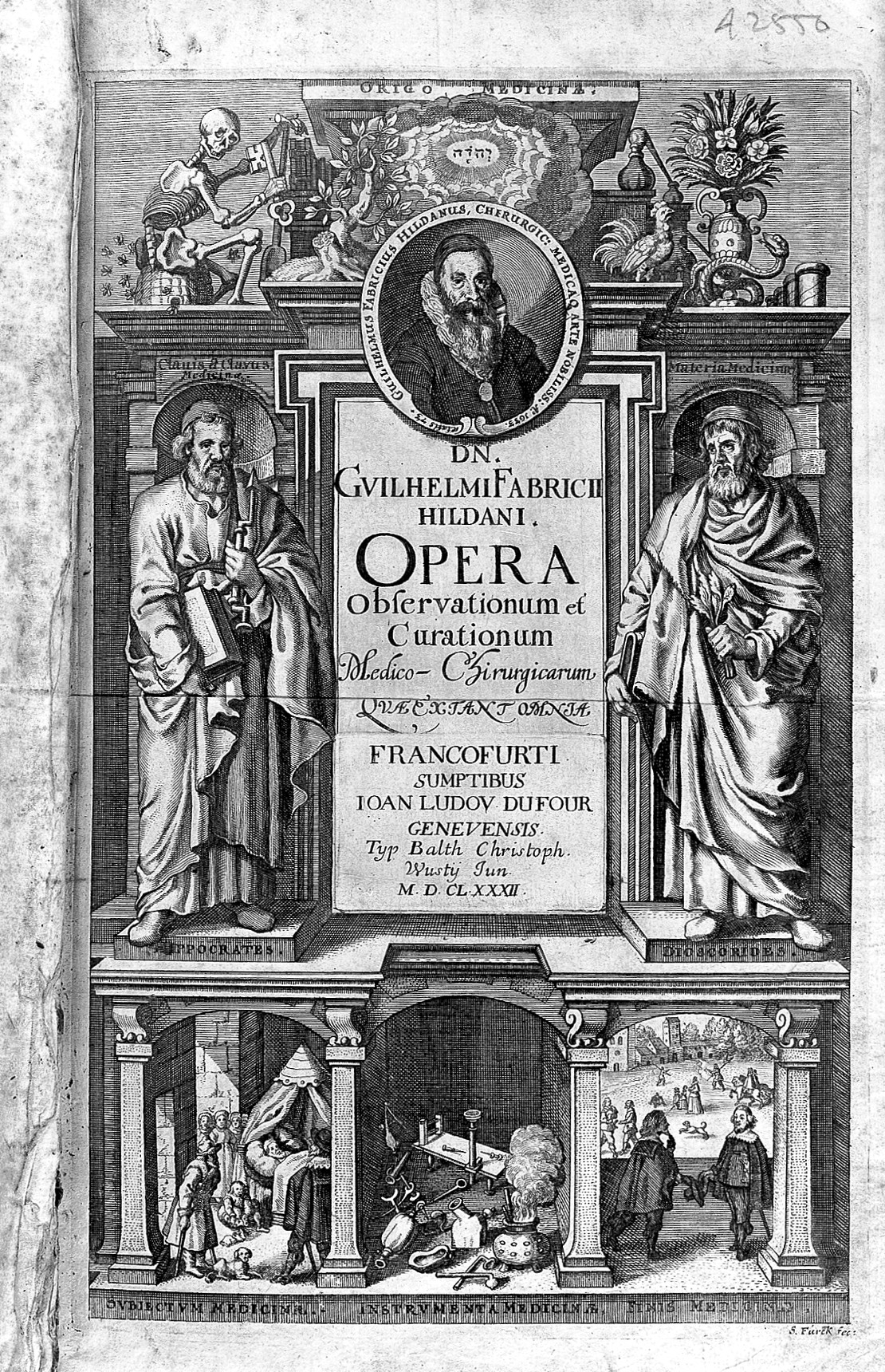
Вильгельм Фабри. Opera quae extant omnia… 1682

Выяснил, что незначительные повреждения часто заживают без последствий, а при очень глубоких может возникнуть гангрена, для предупреждения которой необходимо было ампутировать травмированную конечность. Его наблюдения развивали другие учёные. Со временем они пришли к выводу, что нужно использовать охлаждающие вещества и мази из самого разного состава, однако в ограниченном объеме, а при глубоких ожогах — делать надрез, чтобы дать вытечь жидкости.
Был ведущим немецким хирургом своего времени, поэтому сегодня он также известен как «отец немецкой хирургии». В течение своей жизни требовал обширной подготовки в области ботаники, химии и анатомии и считался врачом-гуманистом. Критиковал применение пыток.
Умер от подагры и астмы.